# 所労
| ウィキペディアには「所労」という見出しの百科事典記事はありません（タイトルに「所労」を含むページの一覧/「所労」で始まるページの一覧）。 代わりにウィクショナリーのページ「所労」が役に立つかもしれません。 |